# Lori Glaze
Lori Glaze es una científica y directora adjunta del centro de vuelo espacial Goddard de la NASA. Glaze fue miembro del Inner Planets Panel durante la más reciente Planetary Science Decadal Survey, y ejerció un papel en el comité ejecutivo del Venus Exploration Analysis Group (VEXAG) durante varios años. Actúa como presidenta del grupo desde 2013.  
Ha estado involucrada en varios estudios de formulación del concepto de la misión Venus, patrocinados por la NASA. También ha sido miembro de la Venus Flagship Science y Technology Definition Team (2009), campeona de ciencias por el Venus Mobile Explorer (2010), y co-campeona de ciencias por la Venus Intrepid Tessera Lander (2010). 

## Vida
Glaze ha sido una defensora de las mujeres en la ciencia, así como de la importancia de conocer mejor a Venus para comprender mejor la Tierra. Glaze tiene más de 15 años de experiencia en la gestión científica, y más de diez años como vicepresidenta de Proxemy Research, Inc. También pasó tres años como jefa asociada de laboratorio y tres años como Directora adjunta a la División de Exploración del Sistema Solar del Centro de vuelo espacial Goddard de la NASA.
Glaze es la investigadora principal de una propuesta de la misión  Discovery de la NASA a Venus, Deep Atmosphere Venus Investigation of Noble gases, Chemistry, and Imaging (DAVINCI). Esta misión enviaría una sonda en un viaje a través de la atmósfera de Venus, que descendería por el terreno más accidentado y geológicamente más complejo del planeta. La sonda DAVINCI exploraría la atmósfera del planeta de arriba abajo, incluidas las capas atmosféricas profundas. La DAVINCI sería la primera sonda norteamericana que en casi cuatro décadas se adentraría en la atmósfera de Venus.

## Éxitos profesionales y premios
- 2013 hasta día de hoy: Presidenta del Venus Exploration Analysis Group (VEXAG)
- 2013 hasta día de hoy: Miembro del Subcomité de Ciencias Planetarias del Consejo Asesor de la NASA
- 2009 a 2010: Premio Especial de Liderazgo (Campeona de Ciencias) de dos Estudios Conceptuales de Misión Decadal Planetaria (Venus Mobile Explorer, Venus Intrepid Tessera Lander)
- 2009 a 2010: Miembro de la National Academy of Science Decadal Survey, Inner Planets Panel
- 2009 a 2013: Miembro del Comité de Dirección del Venus Exploration Analysis Group (VEXAG) - Grupo de Análisis de Exploración de Venus
- 2008 a 2009: Miembro del equipo de desarrollo científico y tecnológico del Venus Flagship de la NASA
- 2007 a 2012: Editora asociada para el Journal of Geofhysical Research, Solid Earth